# Willys 77
De Willys 77 was een personenauto die in 1933 werd uitgebracht door de Amerikaanse autoconstructeur Willys-Overland. Het voertuig was in wezen een verdere ontwikkeling van de Whippet.

## Geschiedenis
Door de economische depressie die volgde op de beurskrach van 1929 moest Willys-Overland  bescherming tegen zijn schuldeisers aanvragen. Er werd een reorganisatie doorgevoerd en het bedrijf kreeg toelating om een beperkte productie van de spartaanse Willys 77 op te starten.
Aanvankelijk waren er slecht twee modellen: een sedan en een coupé. Later kwam er nog een bestelwagen bij.
In 1937 hief de rechter de bescherming op en kon het bedrijf de ontwikkeling van nieuwe modellen weer aanvatten. De Willys 77 werd in datzelfde jaar opgevolgd door de Willys 37.

## Ontwerp
De Willys 77 had een volledig stalen carrosserie, wat redelijk vooruitstrevend was in die tijd. De kosten werden echter zoveel mogelijk gedrukt met een eenvoudige uitrusting en een goedkope interieurbekleding. Bovendien had de wagen een spoorbreedte van slechts 1,30 m, zo'n twaalf centimeter smaller dan de standaard 1,42 m, waardoor de Willys 77 niet in de sporen van andere auto's in de sneeuw paste of in de sporen van onverharde wegen. Bestuurders waren verplicht om een spoor te kiezen, met een oncomfortabele overhellende rit tot gevolg.
De wagen werd aangedreven door een 2,2-liter vier-in-lijn zijklepmotor met een vermogen van 35 kW (48 pk). Dit bescheiden vermogen werd in de volgende jaren verder opgedreven en de motor zou uiteindelijk de krachtbron worden van de iconische jeep.
De verkoopprijs bedroeg minder dan $500, waardoor de Willys 77 de goedkoopste Amerikaanse auto van zijn tijd was. Met een verbruik van slechts 9,4 l/100 km was de wagen was ook vrij goedkoop in het gebruik.
In 1937 werd de Willys 77 doorontwikkeld tot de Willys 37, die naast een aantal noodzakelijke technische verbeteringen wel over een standaard spoorbreedte beschikte.

## Fotogalerij

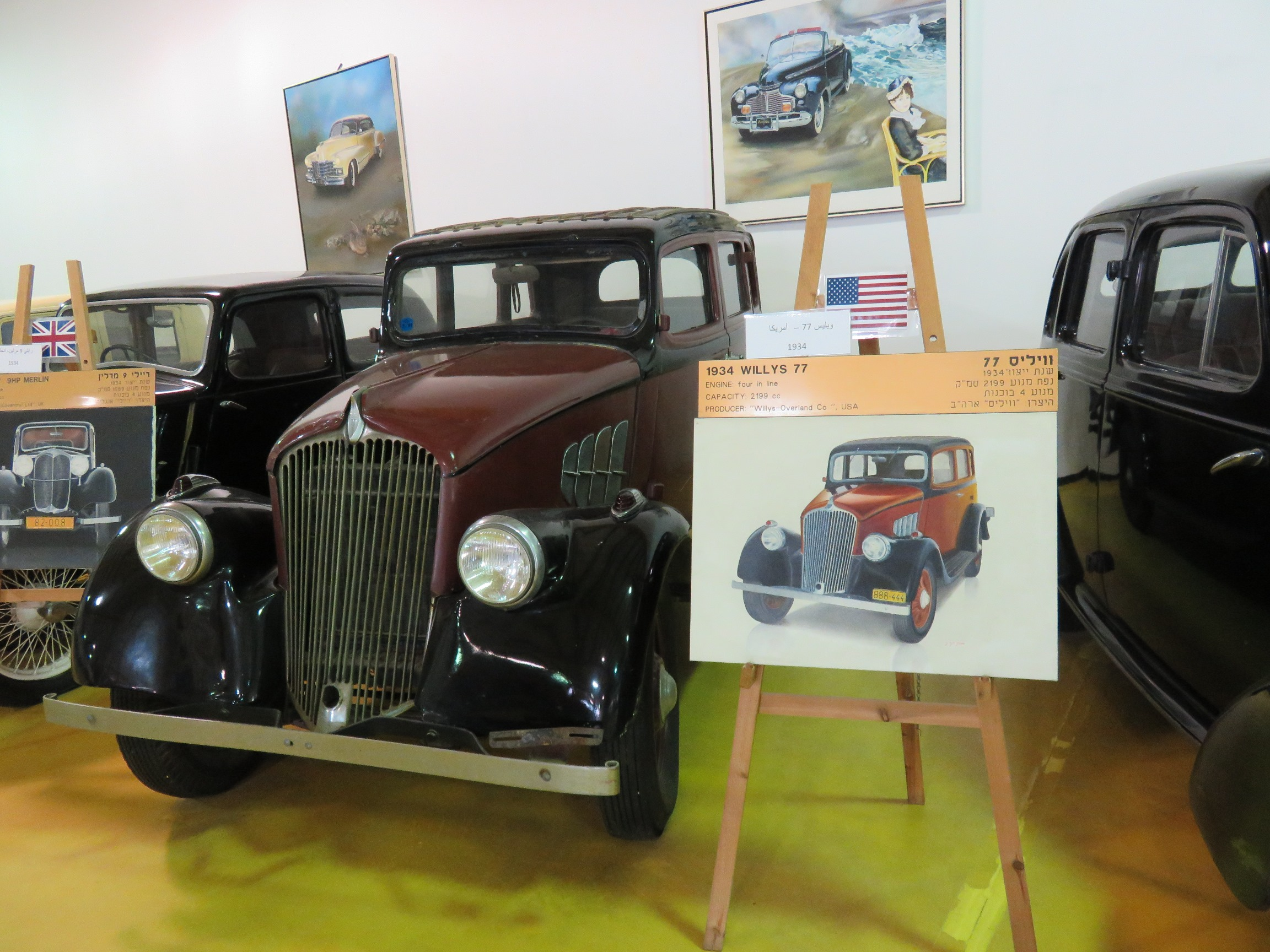
Willys 77 Sedan (1934)
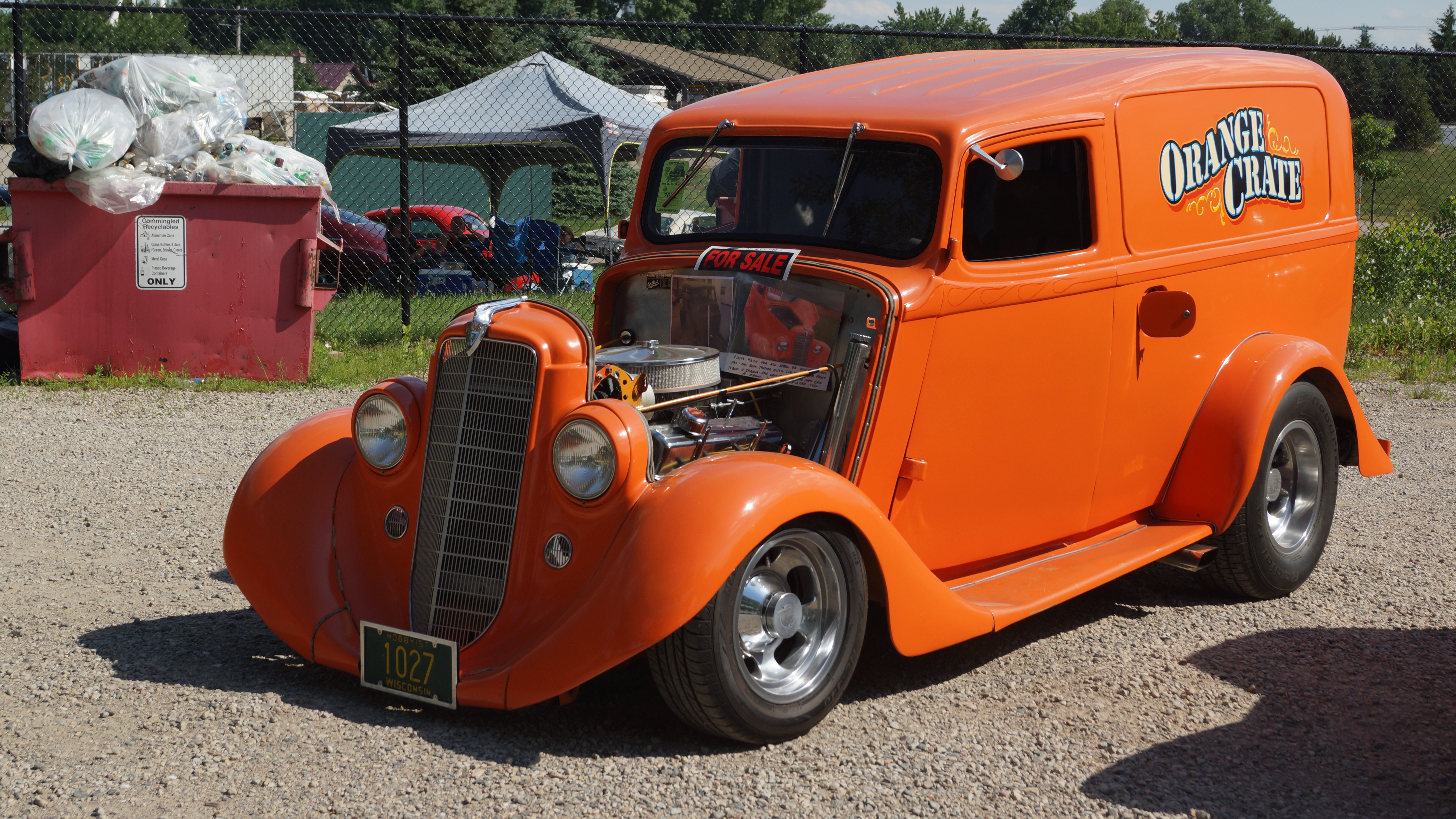
Willys 77 Sedan Delivery (1935)
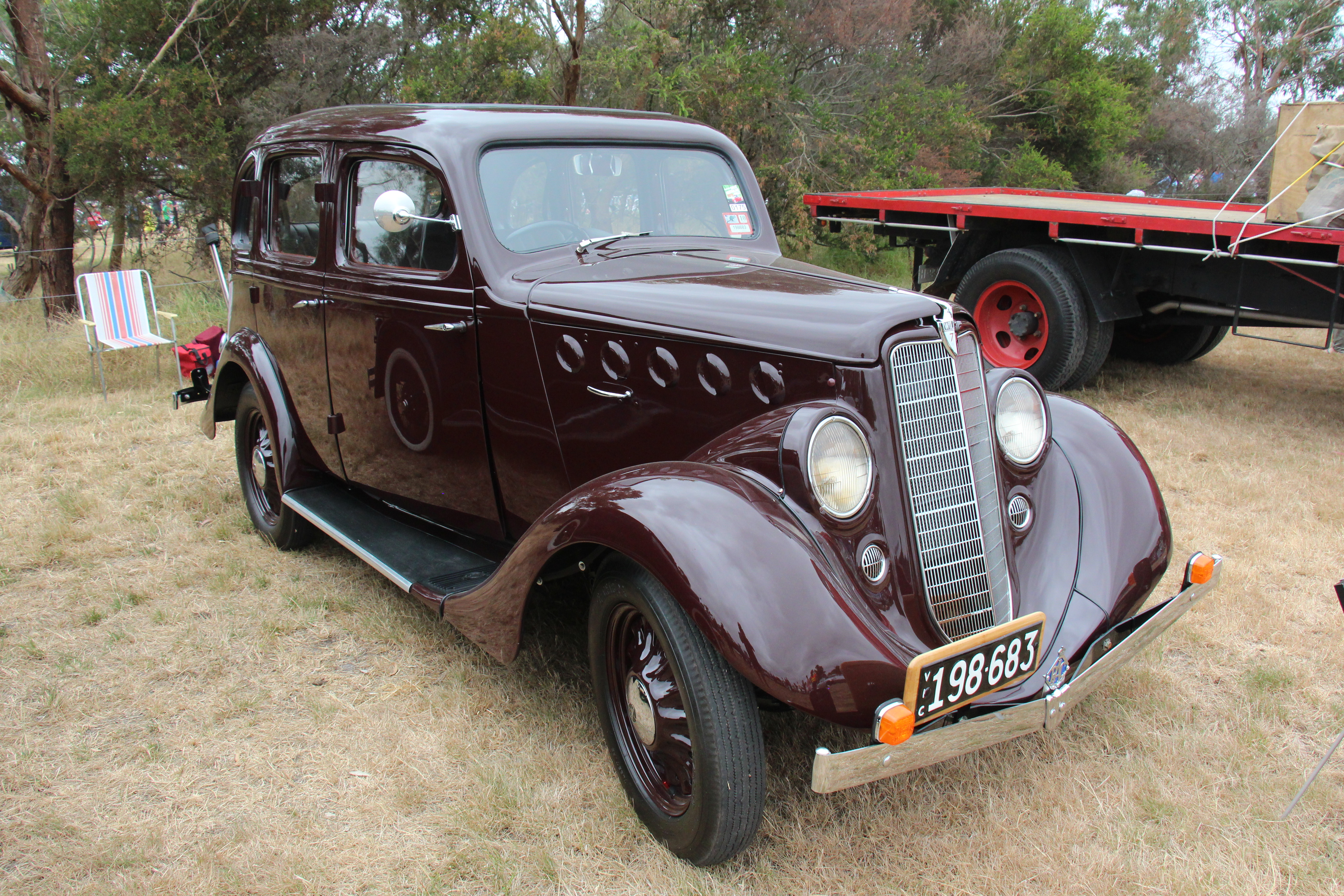
Willys 77 Sedan (1936)